# Selby (district)
Pour les articles homonymes, voir Selby (homonymie).
Selby est un ancien district non métropolitain du Yorkshire du Nord, en Angleterre. Il portait le nom de la ville de Selby, où siégeait le conseil de district. Il a existé de 1974 à 2023.

## Histoire
Le district a été créé le 1er avril 1974 par le Local Government Act 1972. Il est issu de la fusion du district urbain de Selby, du district rural de Selby et de parties des districts ruraux de Derwent, Hemsworth, Osgoldcross et Tadcaster.
Le 1er avril 1996, les paroisses d'Acaster Malbis, Askham Bryan, Askham Richard, Bishopthorpe, Copmanthorpe, Deighton, Dunnington, Elvington, Fulford, Heslington, Kexby, Naburn et Wheldrake ont été transférées à l'autorité unitaire de la cité d'York. D'après le recensement de 2001, ces paroisses regroupaient 22 873 habitants.
Les sept districts non métropolitains du Yorkshire du Nord, dont celui de Selby, sont abolis le 1er avril 2023 et remplacés par une nouvelle autorité unitaire du Yorkshire du Nord.

## Localités
Le district de Selby comprenait les paroisses civiles suivantes :

## Politique et administration
Le district était dirigé par un conseil de 31 membres, élus pour un mandat de quatre ans, qui à leur tour désignaient un chef (leader) qui dirigeait l'exécutif.